# Призова команда
Призова команда, призова партия е специално отделена от състава на своя екипаж група моряци, която се изпраща на пленен (като правило в бой, обикновено след абордаж) или открит безстопанствен кораб или съд, т.е. явяващ се приз (от на френски: prise – награда) в съответствие с нормите на призовото право, за да осигури управлението на приза (например, за да се закара в свое пристанище) или разтоварването на неговите материални ценности. От момента на стъпване на призовата партия правото на собственост на приза преминава към собственика на призьора.
|  | Тази страница частично или изцяло представлява превод на страницата „Призовая команда“ в Уикипедия на руски. Оригиналният текст, както и този превод, са защитени от Лиценза „Криейтив Комънс – Признание – Споделяне на споделеното“, а за съдържание, създадено преди юни 2009 година – от Лиценза за свободна документация на ГНУ. Прегледайте историята на редакциите на оригиналната страница, както и на преводната страница, за да видите списъка на съавторите. ВАЖНО: Този шаблон се отнася единствено до авторските права върху съдържанието на статията. Добавянето му не отменя изискването да се посочват конкретни източници на твърденията, които да бъдат благонадеждни. |